# Канадский совет церквей
Канадский совет церквей (фр. Conseil canadien des Églises, англ. The Canadian Council of Churches) — это экуменическая организация Канады.
Совет представляет 26 церквей-членов, в которые входят 13 500 общин верующих, составляющих 85% христиан Канады. Совет основан в 1944 году.

## Члены и партнёра совета
В совет входят 26 церквей-членов:
- Англиканская церковь Канады
- Апостольская католическая церковь (ACC) Канада
- Архиепископия Канады Православной Церкви в Америке
- Армянская Святая Апостольская Церковь, Канадская епархия
- Канадская ассоциация за свободу баптистов (ранее называвшаяся Atlantic Baptist Fellowship)
- Британская методистская епископальная церковь (ассоциированный член)
- Баптисты Онтарио и Квебека
- Баптисты Западной Канады
- Канадская конференция католических епископов
- Канадское ежегодное собрание Религиозного общества друзей
- Христианская церковь (Ученики Христа) в Канаде
- Христианская реформатская церковь в Северной Америке
- Коптская православная церковь Канады
- Эфиопская православная церковь Тевахедо в Канаде
- Евангелическо-лютеранская церковь в Канаде
- Греческая православная митрополия Торонто
- Маланкарская Православная Сирийская Церковь – Северо-Восточно-Американская епархия
- Сирийская церковь Мар Тома
- Меннонитская церковь Канады
- Польская национальная католическая церковь Канады (ассоциированный член)
- Пресвитерианская церковь в Канаде
- Региональный синод Канады - Реформатская церковь в Америке
- Армия Спасения
- Украинская Католическая Церковь
- Украинская Православная Церковь Канады
- Объединенная церковь Канады

Партнёрами совета являются следующие организации: Граждане за общественное правосудие, Канадские баптистские служения, Канадское библейское общество, Gideons International в Канаде, Прерийный центр экуменизма, Роша Канада, Женский межцерковный совет Канады, Миссия на Йонг-стрит, Церковный совет по правосудию и исправительным учреждениям.

## Структура
Совет со штаб-квартирой в Торонто, Канада, управляется и поддерживается через Совет управляющих, проводимый раз в полгода. Генеральным секретарем совета является пастор Питер Ноутбум.  Должностные лица и сотрудники совета состоят из представителей церквей-членов.
Церкви-члены имеют представительство в Управляющем совете, который собирается раз в полгода, координирует и сообщает об общей миссии церквей, долгосрочном планировании и формировании политики, осуществляет надзор за всеми органами и деятельностью Канадского совета церквей, а также за отношениями между комиссиями, референтными группами, рабочими группами, комитетами и «Проектом Орала», институтом исследования мира при Канадском совете церквей. Между заседаниями Управляющего совета Исполнительный комитет наблюдает за деятельностью офисов Управляющего совета и помогает обеспечить выполнение его решений и политики.
Экуменическая работа Канадского совета церквей осуществляется в его органах следующей направленности:
- Комиссия по справедливости и миру,
- Рабочая группа по сексуальной эксплуатации,
- Комиссия по вере и свидетельствованию,
- Неделя молитвы о христианском единстве,
- Справочная группа по вере и гуманитарным наукам,
- Христианская межконфессиональная справочная группа,
- Форум межкультурного лидерства и обучения,
- Канадская экуменическая сеть по борьбе с расизмом,
- Проект «Орала»[9].

Все органы следуют «Руководящим принципам работы», которые коллективно определяются в начале каждого трехлетнего периода. Оперативные руководящие принципы на трехлетний период 2021–2024 годов:
1. Привлечение к участию молодых людей
2. Практика обмена верой
3. Встреча с локальными сетями
4. Стремление к справедливому межкультурному сообществу
5. Наши истории

## История
Канадский совет церквей с 1944 года стремится к единству разделенной церкви с миссией по примирению, миру, достоинству и справедливости для всего сообщества. Некоторые из проектов, осуществлённых Советом и церквями-членами:
- Межконфессиональные диалоги.
- Миротворчество.
- Забота об иммигрантах.
- Проведение и продвижение богословских исследований.
- Поощрение и поддержка участия церквей в диалоге с людьми других вероисповеданий.
- Обсуждение текущих событий в основе с нравственными принципами.
- Сообщение результатов богословских и этических размышлений канадскому обществу.
- Молитвы за христианское единство.
- Выпуск двухгодичного информационного бюллетеня «Эммаус»[13] и периодического электронного бюллетеня под названием «Вместе».
- Предоставление материалов капелланам в вооруженных силах и тюрьмах Канады.

## Международное участие
Канадский совет церквей зарегистрирован в Организации Объединенных Наций и участвует во всемирных конференциях и комиссиях. Совет является участником ежегодного Всемирного саммита религиозных лидеров (англ. World Religious Leaders Summit), который проводится ежегодно параллельно с политическими саммитами «Большой восьмерки» и «Большой двадцатки». В 2010 году совет также руководил этим мероприятием, когда международный саммит проводился Канадой в Виннипеге, Манитоба.

## Внешние ссылки
- Канадский совет церквей